# Çağlar Söyüncü
Çağlar Söyüncü (Menemen, 23 mei 1996) is een Turks voetballer die doorgaans als centrale verdediger speelt. Hij tekende in juli 2024 een contract bij Fenerbahçe. Söyüncü maakte in 2016 zijn debuut in het Turks voetbalelftal.

## Clubcarrière

### Jeugd
Söyüncü speelde in de jeugd bij Menemen Belediyespor, Bucaspor en Gümüşorduspor. 

### Altınordu
Op 28 december 2014 debuteerde hij voor Altınordu in de TFF 1. Lig tegen Manisaspor. In zijn eerste seizoen kwam de centrumverdediger tot een totaal van vier competitieduels. Het seizoen erop speelde hij dertig competitiewedstrijden. 

### SC Freiburg
In 2016 tekende Söyüncü een vijfjarig contract bij SC Freiburg, dat circa tweeënhalf miljoen euro op tafel legde voor de Turks international.

### Leicester City
In de zomer van 2018 werd Söyüncü gekocht door Leicester City voor zo'n 21 miljoen euro. In 2021 werd zijn waarde geschat op 45 miljoen euro, op dat moment de hoogste waarde ooit gegeven aan een Turkse voetballer. Het seizoen 2022/23 liep uit op een misère voor de verdediger. Hij verloor zijn basisplek in de selectie. Hij speelde het hele seizoen slechts 9 wedstrijden, terwijl Leicester City na jaren degradeerde uit de Premier League.

### Atlético Madrid
Atlético Madrid nam de verdediger transfervrij over vanuit Engeland. Hier kon hij eveneens geen basisplek opeisen en werd hem in de winterstop toestemming gegeven om op huurbasis tot het einde van het seizoen te vertrekken naar Fenerbahçe.

## Clubstatistieken
| Seizoen | Club            | Competitie       | Competitie | Competitie | Beker | Beker | Internationaal | Internationaal | Totaal | Totaal |
| Seizoen | Club            | Competitie       | Wed.       | Dlp.       | Wed.  | Dlp.  | Wed.           | Dlp.           | Wed.   | Dlp.   |
| ------- | --------------- | ---------------- | ---------- | ---------- | ----- | ----- | -------------- | -------------- | ------ | ------ |
| 2014/15 | Altınordu FK    | TFF 1. Lig       | 4          | 0          | 6     | 0     | —              | —              | 10     | 0      |
| 2015/16 | Altınordu FK    | TFF 1. Lig       | 30         | 2          | 0     | 0     | —              | —              | 30     | 2      |
| 2016/17 | SC Freiburg     | Bundesliga       | 24         | 0          | 1     | 0     | —              | —              | 25     | 0      |
| 2017/18 | SC Freiburg     | Bundesliga       | 26         | 1          | 2     | 0     | 2              | 0              | 30     | 1      |
| 2018/19 | Leicester City  | Premier League   | 6          | 0          | 2     | 0     | —              | —              | 8      | 0      |
| 2019/20 | Leicester City  | Premier League   | 34         | 1          | 8     | 0     | —              | —              | 42     | 1      |
| 2020/21 | Leicester City  | Premier League   | 23         | 1          | 6     | 0     | 3              | 0              | 32     | 1      |
| 2021/22 | Leicester City  | Premier League   | 28         | 1          | 5     | 0     | 8              | 0              | 41     | 1      |
| 2022/23 | Leicester City  | Premier League   | 7          | 1          | 2     | 0     | —              | —              | 9      | 1      |
| 2023/24 | Atlético Madrid | Primera División | 6          | 0          | 1     | 0     | 2              | 0              | 9      | 0      |
| 2023/24 | → Fenerbahçe    | Süper Lig        | 12         | 2          | 1     | 0     | 3              | 0              | 16     | 2      |
| 2024/25 | Fenerbahçe      | Süper Lig        | 25         | 1          | 4     | 0     | 11             | 1              | 40     | 2      |
| Totaal  | Totaal          | Totaal           | 225        | 10         | 38    | 0     | 29             | 1              | 292    | 11     |

Bijgewerkt tot en met het seizoen 2024/25 

## Interlandcarrière
Söyüncü maakte op 24 maart 2016 zijn debuut in het Turks voetbalelftal in de vriendschappelijke interland tegen Zweden. Cenk Tosun scoorde twee keer en door een tegentreffer van Andreas Granqvist won Turkije met 2–1. De centrumverdediger begon aan het duel als wisselspeler en in de vierde minuut van de blessuretijd mocht hij van coach Fatih Terim als invaller voor Ozan Tufan het veld betreden. Söyüncü werd opgenomen in de Turkse selectie voor het EK 2020.
| Interlands van Çağlar Söyüncü voor Turkije | Interlands van Çağlar Söyüncü voor Turkije | Interlands van Çağlar Söyüncü voor Turkije | Interlands van Çağlar Söyüncü voor Turkije | Interlands van Çağlar Söyüncü voor Turkije | Interlands van Çağlar Söyüncü voor Turkije | Interlands van Çağlar Söyüncü voor Turkije |
| №                                          | Datum                                      | Wedstrijd                                  | Uitslag                                    | Competitie                                 | Goals                                      |                                            |
| Als speler bij Altınordu                   | Als speler bij Altınordu                   | Als speler bij Altınordu                   | Als speler bij Altınordu                   | Als speler bij Altınordu                   | Als speler bij Altınordu                   | Als speler bij Altınordu                   |
| ------------------------------------------ | ------------------------------------------ | ------------------------------------------ | ------------------------------------------ | ------------------------------------------ | ------------------------------------------ | ------------------------------------------ |
| 1                                          | 24 maart 2016                              | Turkije – Zweden                           | 2 – 1                                      | Vriendschappelijk                          |                                            |                                            |
| Als speler bij SC Freiburg                 |                                            |                                            |                                            |                                            |                                            |                                            |
| 2                                          | 31 augustus 2016                           | Turkije – Rusland                          | 0 – 0                                      | Vriendschappelijk                          |                                            |                                            |

Bijgewerkt op 11 februari 2017.

## Erelijst
| FA Cup              | 1x | 2020/21 |
| FA Community Shield | 1x | 2021    |

1 Eğribayat ·
4 Söyüncü ·
5 Yüksek ·
6 Djiku ·
8 Yandaş ·
9 Džeko  ·
10 Tadić ·
13 Fred ·
16 Müldür ·
17 Kahveci ·
18 Kostić ·
19 En-Nesyri ·
21 Osayi-Samuel ·
22 Mercan ·
23 Tosun ·
24 Oosterwolde ·
33 Carlos ·
34 Amrabat ·
37 Škriniar ·
40 Livaković ·
50 Becão ·
53 Szymański ·
54 Çetin ·
70 Aydın ·
77 Mimović ·
94 Talisca ·
95 Akçiçek ·
97 Saint-Maximin ·
Coach: Mourinho
1 Günok ·
2 Çelik ·
3 Demiral ·
4 Söyüncü ·
5 Yokuşlu ·
6 Tufan ·
7 Ünder ·
8 Toköz ·
9 Karaman ·
10 Çalhanoğlu ·
11 Yazıcı ·
12 Bayındır ·
13 Meraş ·
14 Antalyalı ·
15 Kabak ·
16 Ünal ·
17 B. Yılmaz  ·
18 R. Yılmaz ·
19 Kökçü ·
20 Ömür ·
21 Kahveci ·
22 Ayhan ·
23 Çakır ·
24 Aktürkoğlu ·
25 Müldür ·
26 Dervişoğlu ·
Coach: Güneş